# ناعورة
الناعورة أو الناعور (ج نواعير) كما تسمى (في سوريا والعراق)، أو الساقية (ج سواقي) كما تسمى (في مصر)، أو السَّانِيَة، هي أداة لنقل ماء النهر إلى اليابسة على ضفاف النهر.
النواعير هي وسيلة قديمة تستخدم المياه الجارية أو الساقطة لتوليد قوة مائية بوساطة مجموعة من المجاديف المركبة حول عجلة حيث تحرك قوة الماء المجاديف فتنتقل الدورة الحاصلة للعجلة إلى آلة بوساطة عمود العجلة.
يعود الاستخدام الأول للنواعير  إلى نحو 4000 سنة قبل الميلاد إذ كانت تستخدم لري المحاصيل وطحن الحبوب وتزويد القرى بمياه الشرب، ثم استخدمت بعد ذلك لتشغيل مصانع نشر الخشب والمضخات، ومنافيخ المصاهر، فكانت تعد الأسلوب الأول لإحلال الطاقة الميكانيكية محل طاقة الجهد العضلي للإنسان والحيوان.
وتظهر أقدم صورة محفوظة للنواعير  في لوحة من الفسيفساء يعود تاريخها إلى القرن الرابع قبل الميلاد، عثر عليها في مدينة أفاميا الأثرية وهي موجودة اليوم في حديقة المتحف الوطني في دمشق.

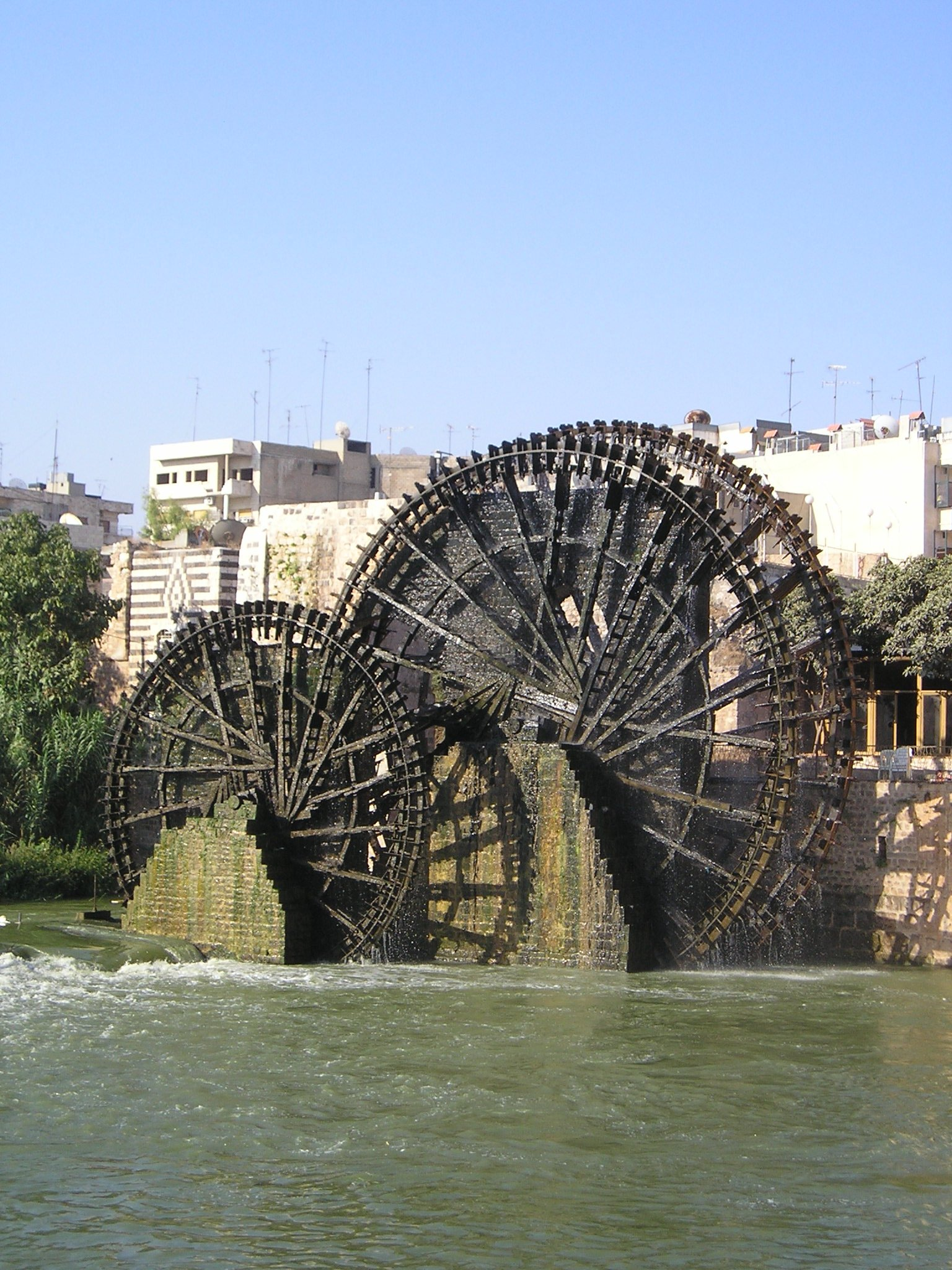
نواعير حماة أكبر نواعير العالم

## بنية الناعورة

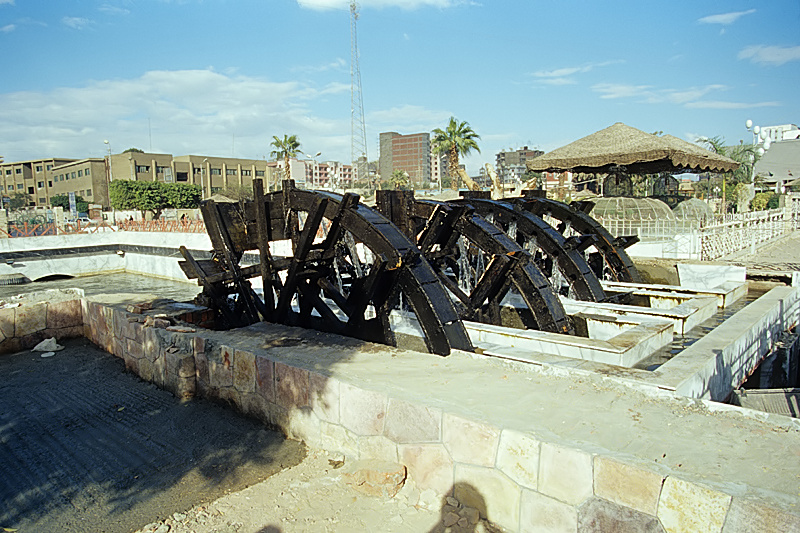
سواقي الهدير بالفيوم فريدة من نوعها في مصر.

لم تتغير كثيراً بنية النواعير على مر العصور منذ خمسةٍ وعشرين قرناً حتى اليوم، فهي تتألف من عجلات مائية دائرية ذات حركة دورانية دائمة. وكانت تصنع قديماً من أخشاب قاسية متنوعة الطول والعرض، تربط مع بعضها بعضاً ومع محور خشبي ضخم كبير القطر من الخشب القاسي يسمى «القلب» يرتكز على قاعدتين مركبتين على أساسات حجرية ثابتة تدعى «الكفتان»، وتركب على محيط الناعورة أخشاب معترضة  تسمى «الفراشات» (جمع فراشة) تلتقي مع تيار الماء الدافق فتدير الناعورة حول قلبها باستمرار، وتتوزع على أطرافها «صناديق» خشبية متلاصقة ذات فوهات جانبية  تمتلئ بالماء حين غمرها بمياه النهر، فإذا ارتفع الصندوق إلى الأعلى وبدأ يهبط من جديد يتدفق منه الماء إلى حوض واسع، ومنه إلى قناة مرتفعة على قناطر تسمى «الحجرية» وتعتمد قدرة الساقية وسرعة دوران الناعورة على سرعة المياه التي تدفع العوارض «الفراشات» . ولهذا يبنى سد قبل الناعورة لحجز المياه وجعلها تتدفق سريعاً نحو فتحة شديدة الانحدار خاصة بالناعورة، فتعمل المياه المتدفقة بالفراشات واحدة بعد الأخرى على تدوير الناعورة حاملة في صناديقها الماء نحو أعلى الحجرية.

## أنواع النواعير
هناك نوعان من النواعير هما:
ـ نواعير عمودية المحور: تتكون من مجاديف متصلة بمحور خشبي، يعمل تيار الماء على تدوير هذه المجاديف ومن ثم تدوير المحور الذي يقوم مباشرة بتدوير الطواحين الحجرية. يعد هذا النوع شائعاً في نيبال وشمالي الهند
- نواعير عمودية أفقية المحور: تقسم إلى ثلاثة أنواع رئيسة:
1) نواعير تدار بالدفع السفلي: وهو التصميم الأقدم للنواعير، إذ تكون مجاديف الناعورة في هذا النوع غالباً مسطحة الشكل، تديرها المياه المتدفقة بسهولة.  لا تتجاوز كفاءتها 30٪ حداً أقصى.
تصنف نواعير حماة تحت هذا النوع ويبلغ عددها في مدينة حماة تسع عشرة ناعورة مصنفة في خمس مجموعات هي: البشريات، الجسريات، الكيلانيات، شمال القلعة وباب النهر، وتعد ناعورة المحمدية أكبرها تليها ناعورة المأمورية. تعمل على تزويد البساتين والمساجد والحمامات والمناهل بالمياه اللازمة.
2) نواعير تدار بالدفع الجانبي: تصطدم المياه فيها بدولاب الناعورة جانبياً وفي منتصفه تقريباً، درجة كفايتها أعلى من نواعير الدفع السفلي.
3) نواعير تدار بالدفع العلوي: تصطدم المياه فيها بدولاب الناعورة بالانصباب من الأعلى، حيث تحمل الصناديق المياه وتفرّغها عند أخفض مستوى ممكن. ويمكن أن تصل درجة كفاية الجيد منها إلى60%، تصمم مجاديفها بحيث تكون ملائمة لزاوية سقوط المياه. ويعد القطر الكبير لدولابها من سيئاتها الأساسية .

## طريقة عمل النواعير

مبدأ عمل الناعور أو الساقية

يكون الناعور على شكل تركيب دائري يركب عموديا على مسار تيار الماء في النهر، ويثبت على محيط الدائرة عدد من الأوعية الدلاء أو (القلل) ليتجمع الماء فيها وترفعه إلى الأعلى لتفرغه في مجرى عند نزولها من قمة محيط الدائرة، حيث ينقل بهذا المجرى إلى ضفة النهر. تصنع النواعير في حماة في سورية من الأخشاب الصلبة وهي الموطن الأول لصناعة النواعير وفي العراق تصنع من خشب شجر التوت بينما تصنع معظم النواعير في حلب من حديد الصب. يركب على كل ناعور 24 قلة أو دلو. ويصدر الناعور عند دورانه صوت خاص به يعرف بالنعير ومنه جاءت التسمية.

## النواعير في سوريا
تعتبر سوريا هي موطن النواعير الأول. وتشتهر سوريا بالنواعير التي وجدت آثارها منذ آلاف السنين في مصورات ولوحات فسيفساء في أفاميا تصور النواعير على نهر العاصي. هناك نواعير قديمة ما زالت تعمل حتى يومنا هذا. أقدمها موجوده في منطقة شيزر في محافظة حماة السورية. وتعد مدينة حماة مدينة النواعير بحق إذ يوجد بها أشهر نواعير العالم وأكبرها حجما على الإطلاق ،
ناعورة المحمدية، أكبر نواعير مدينة حماه ويعود بناء ناعورة المحمدية التي يبلغ قطرها 22 متراً إلى العام 1361 وفقاً لمنظمة الـ"يونسكو" والتي ترجّح أن بناء النواعير عموماً يعود إلى الحقبة العربية في القرون الوسطى، إلا أن العثور على فسيفساء تعود إلى العام 469 قبل الميلاد يفترض أنّها قد بُنيت قبل وقت طويل من تلك الحقبة.
يصل قطر بعضها إلى أكثر من 25 مترا. وتنتشر على ضفاف نهر العاصي. وكانت في السابق تنقل الماء من نهر العاصي إلى البساتين على جانبي النهر عبر قناطر تسير فوقها المياه. من النواعير القادرية والجابرية وغيرها بطول النهر داخل مدينة حماة وخارجها، تتميز النواعير بصوتها المميز أثناء دوارنها والتي أخذت اسمها منه. وللنواعير في مدينة حماه ذكريات تغنى بها المطربون والشعراء وكتب عنها الكتاب ورويت عنها الاحاديث والقصص. وما زالت النواعير تدور وتزين وسط مدينة حماة وفي أماكن ومناطق مختلفة من المحافظة وعلى طول نهر العاصي وأماكن أخرى من سوريا. وتقوم حاليا صناعة النواعير لتزيين الفيلات والمساكن والمنتزهات والحدائق في سوريا.

## الناعور في العراق
انتشرت سابقآ على ضفاف الفرات النواعير وتتمركز في عدة مناطق هيت وعانة والقائم وحديثة لكن أغلب النواعير اندثرت اليوم ولم يبقَ منها سوى أقل من عشرين وذلك بسبب قلة المياه في نهر الفرات وإقامة السدود عليه.
والنواعير في العراق وخاصة في هذه الأماكن تختلف عن نواعير سوريا لأن النواعير في العراق مصنوعة من الخشب وأغصان الأشجار
أما التي في سوريا فهي مصنوعة من الحديد والخشب أيضا.

## السواقي في مصر

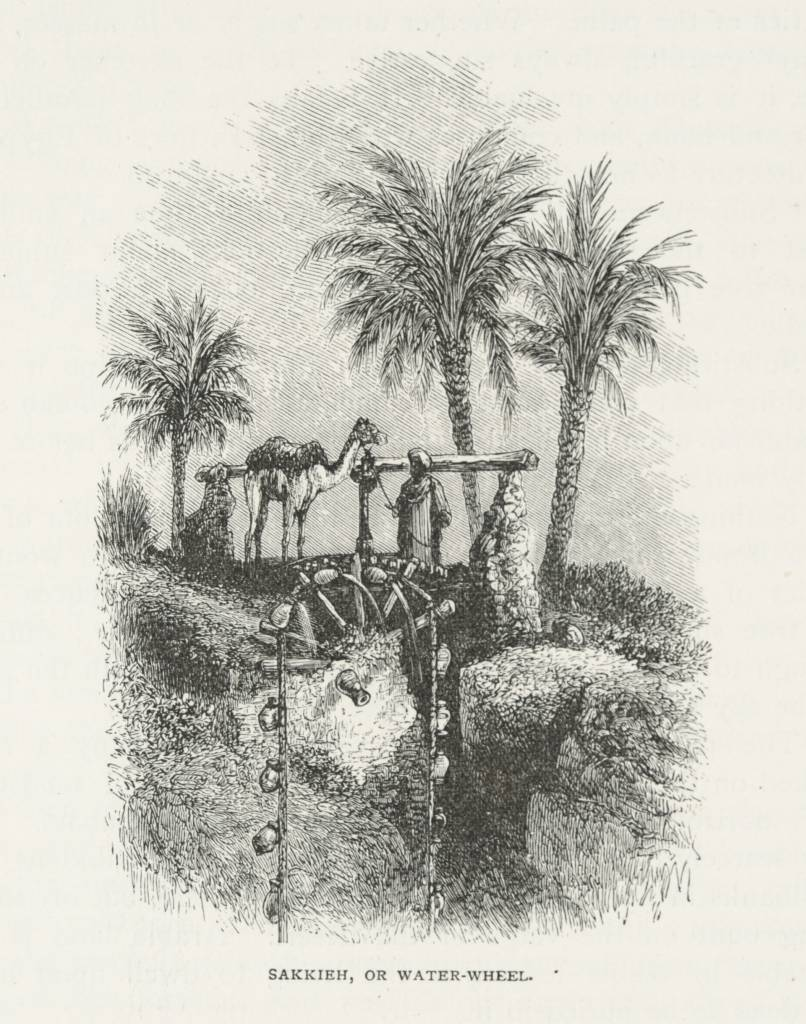
ساقية صورت سنة 1890م

تنفرد محافظة الفيوم المصرية باحتضانها سواقي عريقة أنشئت في عهد المصريين القدماء. ولذلك استخدمت شعارا للمحافظة. والسبب أنها المحافظة الوحيدة التي عرفت باختلاف المناسيب في أرضها فتصل من مستوى -26 متر تحت سطح البحر في جنوبها حتى -42 متر تحت سطح البحر في شمالها، وبذلك تدور عليها سواقي الهدير وطواحين المياه بقوة دفع المياه ولا يوجد مثيل لها في مصر كلها.

## النواعير في أوروبا

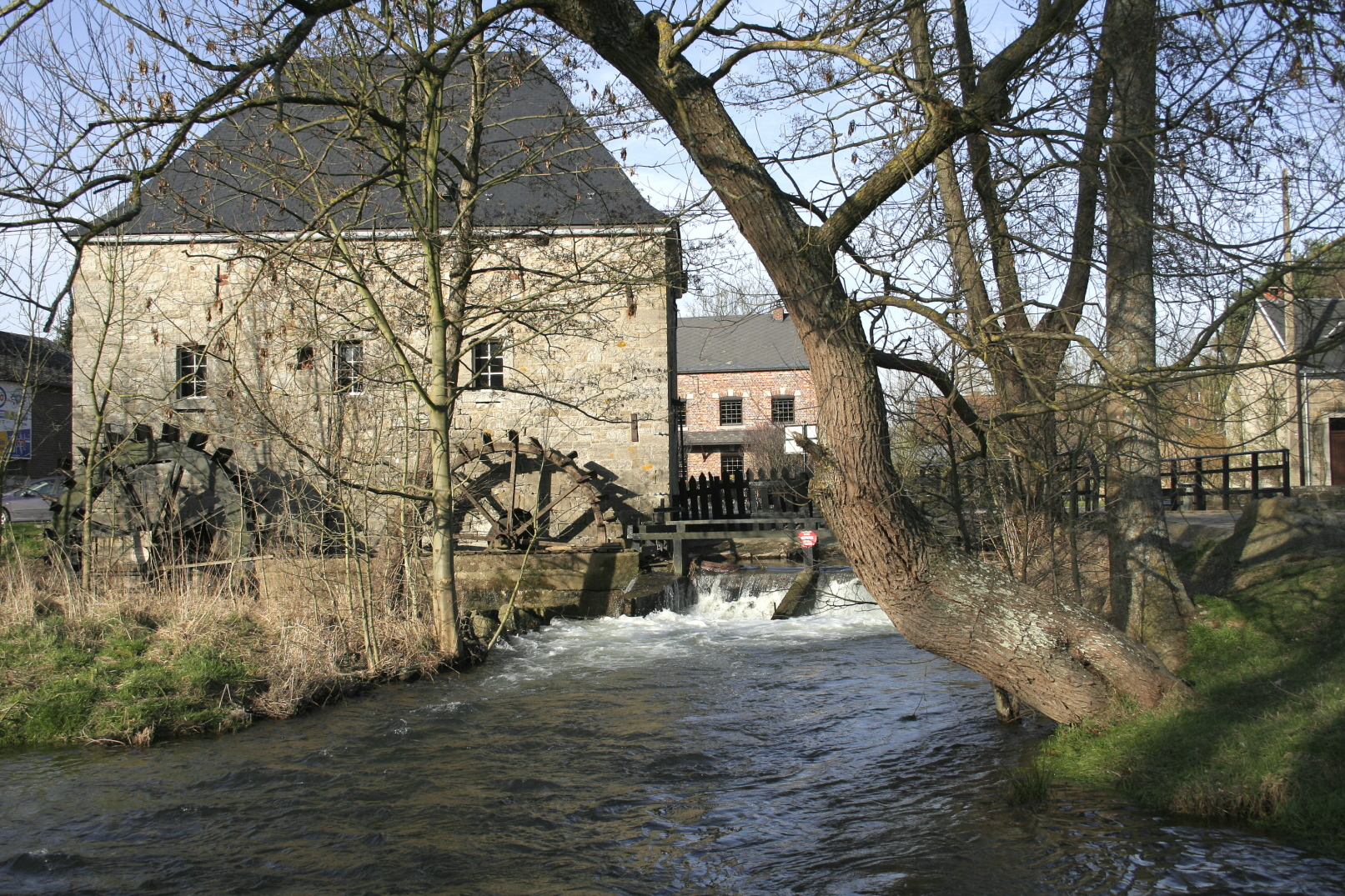
طاحونة مياه في بلجيكا على نهر آوثر

بالإضافة لنقل المياه، استعملت النواعير في أوروبا لتشغيل الآلات، فيما سمي بالطاحونة المائية، بتسخير قوة جريان الأنهار أو قوة انهمار المياه من أعلى. ومن أهم استخداماته طحن البذور وخاصة القمح. (الطاحونة التي توجد في منطقة غولميتس Gollmitz شمالي برلين. ثمة أغنية من الحقبة الرومانسية الألمانية تقول: " تدور الطاحونة مع تيار النهر المندفع.. والطحان مستيقظ دائما ليل نهار")
بنى الأندلسيون الكثير من النواعير المتطورة، وتفنن الحدادون والفنيون في تطويرها، وكانت بأحجام بعضها كبير جداً، وبحسب الحاجة. والناعورة التي وقفنا عليها بجانب القلعة على حافة الوادي كانت لا تقل عن 8 أمتار، وكانت تستخدم فيها مواد: الحديد والفولاذ، الخشب والأجر.
ولمعالجة مشاكل ضعف المياه أحياناً لجأ المهندسون الأندلسيون، وخصوصاً في القرنين التاسع والعاشر، إلى بناء سدود؛ لكي تعطي دفعاً أقوى للمجرى؛ فيحرِّك النواعير.
- تسمى الناعورة بالاسبانية "Noria" وأنهار الأندلس  ووديانها كانت لاتخلو من نواعير بأحجام شتى يُنقل بها الماء الى القنوات لسقي الحقول والبساتين.
- الأندلسيون هم رواد الهندسة المائية لقرون,واستطاعوا استغلال الماء بشكل مذهل عن طريق وسائل متعددة منها الناعورة .
- ناعورة بلدة عبران"Noria Abarán"بمرسية شرق الأندلس حولها بساتين و نخيل,لازالت الى اليوم قائمة كشاهد من الزمن الأندلسي.[11]

النواعير في المغرب العربي: تميزت مدينة فاس بمياه غزيرة ناتجة عما يحتويه موضعه من مياه جوفية تتفجر منها ينابيع تغذي هذا المجرى المائي الذي يقطع المدينة.
مستفيدين من خبرة الأندلسيين، اهتم بنو مرين بفاس الجديد بتجهيزات مائية عدة؛ فقد استعان أبو يعقوب يوسف بخبرة محمد بن علي ابن عبد الله، الشهير بابن الحاج الأندلسي، لإنشاء ناعورة فاس الكبرى على وادي الجواهر، تلك التي تعرف أيضاً بناعورة بستان المصارة.